# Sunil Babu Pant
Sunil Babu Pant (em nepali:  सुनीलबाबु पन्त) é um ativista nepalês e ex-político. Ele foi o primeiro legislador de nível nacional abertamente gay na Ásia. 

## Vida Pessoal
Pant nasceu em uma família brâmane no distrito de Gorkha, no Nepal. Ele se matriculou na Universidade de Ciência e Tecnologia de Hong Kong, mas desistiu após seis meses para se voluntariar para as vítimas do ciclone Odisha em 1999 . Em 2001, ele formou a Blue Diamond Society, a primeira organização LGBT do Nepal, que em 2008 tinha 120.000 membros.

## Carreira
Pant organizou um programa de entrevistas na televisão sobre direitos LGBT chamado Pahichaan por dois anos. Ele estava entre os 29 líderes de direitos humanos que eram signatários dos Princípios de Yogyakarta, formulados em novembro de 2006. O Supremo Tribunal do Nepal, em "Sunil Babu Pant and Others v. Government of Nepal and Others", descriminalizou a homossexualidade e permitiu o casamento entre pessoas do mesmo sexo no Nepal em 2008.  
Impressionado com o apoio que Pant recebeu dos eleitores LGBT, o Partido Comunista do Nepal (Unido) ofereceu a ele um dos cinco assentos proporcionais de apoio que conseguiu na assembleia constituinte em 2008. Pant era membro do comitê de Direitos Fundamentais da nova assembleia constituinte e foi fundamental para garantir proteção total à comunidade LGBT no novo projeto de constituição. Ele renunciou ao cargo de diretor da Sociedade Blue Diamond em junho de 2013, depois de ter sido acusado de receber dois salários, um como parlamentar e outro como diretor. Pant e seus apoiadores ingressaram no Partido Comunista do Nepal (marxista-leninista unificado) em 2013, embora ele não tenha recebido uma das 175 cadeiras conquistadas por eles, pois descartaram todos os líderes que serviram na assembléia anterior.
Pant fundou a ONG para o desenvolvimento do ambiente de paz para trabalhar em questões relacionadas às mudanças climáticas. Ele também fundou a primeira agência de viagens gays do Nepal, Pink Mountain, que oferecia serviços turísticos personalizados para casais gays. Em junho de 2011, Pant realizou a primeira cerimônia pública de casamento gay no Nepal, entre um advogado e um professor de Denver . Ele foi indicado pelos parlamentares noruegueses  Anette Trettebergstuen e Håkon Haugli para o Prêmio Nobel da Paz de 2014 .   
Pant atraiu muita atenção da mídia em 2012, quando escreveu uma carta aberta a Mark Zuckerberg e Chris Hughes, instando o Facebook a permitir que seus usuários listassem seu gênero como "Outro".